# Айдукевич, Казимеж

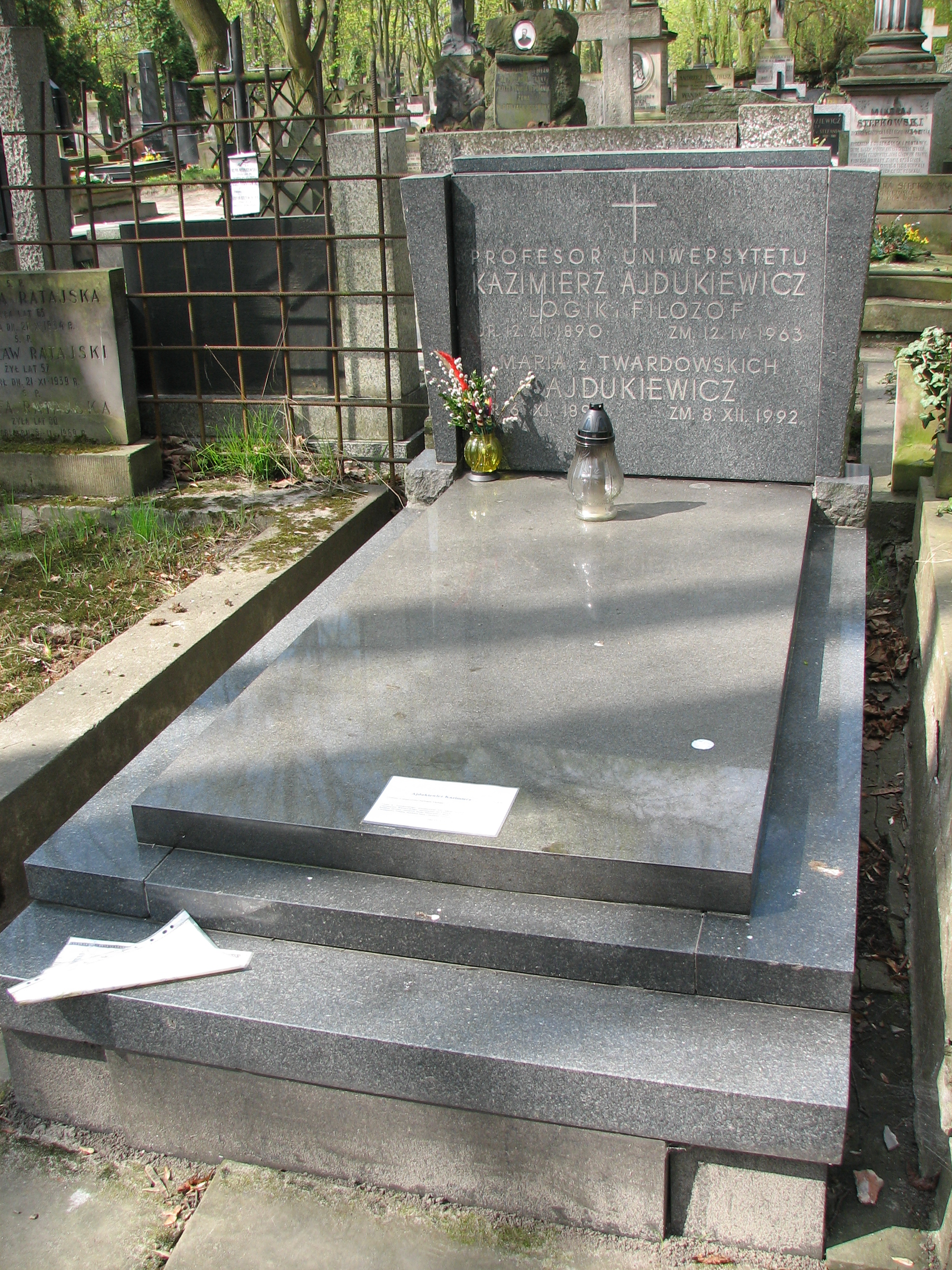
Могила Айдукевича

Казимеж (Казимир) Айдукевич (пол. Kazimierz Ajdukiewicz; 12 декабря 1890, Тернополь, Румыния, ныне Украина — 12 апреля 1963, Варшава, Польша) — польский логик и философ.

## Биография
Казимеж Айдукевич родился 12 декабря 1890 года в Тарнополе (современный Тернополь; город тогда находился на территории Австро-Венгрии) в семье чиновника Бронислава Айдукевича (пол. Bronisław Ajdukiewicz) и Магдалены Гартнер (пол. Magdalena Gartner). Окончил начальную школу в Кракове и гимназию во Львове. В 1908 году поступил во Львовский университет, где изучал философию у Казимира Твардовского, логику у Яна Лукасевича и математику у Вацлава Серпинского. В 1912 году защитил диссертацию «Об априоризме пространства у Канта применительно к генезису понятия пространства», написанную под руководством Твардовского, и получил степень доктора философии; продолжил образование в Гёттингенском университете, где слушал лекции Э. Гуссерля, А. Рейнаха, Л. Нельсона и Д. Гильберта.
После начала Первой мировой войны Айдукевич был призван в австро-венгерскую армию и воевал на итальянском фронте. В 1918 году, после образования независимого Польского государства, вступил в польскую армию. В 1920 году женился на Марии, дочери Казимира Твардовского (позднее у них родились сын и дочь). Демобилизовался в конце 1920 года в чине капитана артиллерии.
В 1922—1925 годах — доцент Львовского университета. В 1925—1939 годах был профессором Варшавского и Львовского университетов.
После окончания Второй мировой войны Айдукевич занял кафедру методологии и теории науки (позднее переименованную в кафедру логики) в Познанском университете (в 1948—1952 годах работал ректором этого университета). C 1953 года — главный редактор журнала «Studia logica». В 1955 году переехал в Варшаву, где работал профессором логики Варшавского университета и одновременно возглавлял сектор логики в Институте философии и социологии Польской академии наук.
12 апреля 1963 года умер ночью от сердечного приступа.

## Профессиональная деятельность
В 1920—1930-х гг. принадлежал к Львовско-варшавской школе. Разрабатывал логико-семантическую концепцию значения, согласно которой значение и смысл термина определяются способом его употребления в определённой концептуальной системе. Отождествив научную теорию с замкнутой в логико-семантическом отношении системой понятий, Айдукевич пришёл к так называемому радикальному конвенционализму. Айдукевич считал, что исходные принципы и понятия языка науки, а также правила логического вывода и эмпирической интерпретации научных предложений основаны на конвенциях. Рисуемая теорией «картина реальности», по мысли Айдукевича, целиком зависит от системы понятий и меняется при переходе от одной системы к другой. Теоретические системы, согласно этой концепции, «взаимонепереводимы», поскольку не существует нейтрального (т. e. независимого от понятийного аппарата теории) языка чувственных данных как основы для перевода.
Свойственная этой доктрине абсолютизация конвенциональных моментов вступала в конфликт с требованием объективности научного знания и критериев его оценки; её последовательное развитие вело к релятивизму и агностицизму. В 1950-х гг. Айдукевич отказался от некоторых существенных пунктов своей первоначальной концепции (в том числе от тезиса «взаимонепереводимости»), однако не сумел до конца преодолеть двойственность своих взглядов, колебавшихся между материализмом и идеализмом. Философско-методологические установки Айдукевича были близки идеям Венского кружка.
Айдукевичу принадлежат оригинальные результаты в теории логического вывода и теории определения, в логике вопросов и индуктивной логике, логической семантике и синтаксисе, а также ряд ценных методологических разработок.

## Сочинения
- Картина мира и понятийный аппарат